# フェアリー詰将棋
フェアリー詰将棋（フェアリーつめしょうぎ）は変則ルール（フェアリー）の詰将棋の総称である。

## ルール
フェアリー詰将棋のルールは多岐にわたる。そのうちのいくつかを上げる。
これらのルールは単独で使われる場合もあるが、「安南ばか詰」「クイーン入り対面自殺詰」のように複数のルールを適用する場合もある。
ルールについては外部リンクの「Web Fairy Paradise」に詳細な情報がある。

### 過程・目的の変更
| 9 | 8 | 7 | 6 | 5 | 4 | 3  | 2  | 1 |    |
|   |   |   |   |   |   |    |    |   | 一 |
|   |   |   |   |   |   |    | 王 |   | 二 |
|   |   |   |   |   |   |    |    |   | 三 |
|   |   |   |   |   |   | 龍 |    |   | 四 |
|   |   |   |   |   |   |    | 香 |   | 五 |
|   |   |   |   |   |   |    |    |   | 六 |
|   |   |   |   |   |   |    |    |   | 七 |
|   |   |   |   |   |   |    |    |   | 八 |
|   |   |   |   |   |   |    |    |   | 九 |

ばか詰・協力詰
先手と後手が協力し、最短の手数で詰むようにする。
自殺詰・自玉詰
最終的に先手の玉が詰むようにする。
他に千日手やステイルメイトにする問題もある。広義には「逃れ図式」や「必死問題」もこの範疇に入る。
右の図はばか詰の例で「▲25龍△13玉▲14香」までの3手詰みである。ばか詰においてはすぐに取られてしまう「無駄合い」が認められるため、最終手を15以遠に打つのは間違いとなる。

### 駒の動きの変化
| 9 | 8 | 7 | 6 | 5 | 4 | 3 | 2  | 1  |    |
|   |   |   |   |   |   |   |    | 王 | 一 |
|   |   |   |   |   |   |   |    |    | 二 |
|   |   |   |   |   |   |   | 銀 |    | 三 |
|   |   |   |   |   |   |   |    |    | 四 |
|   |   |   |   |   |   |   |    |    | 五 |
|   |   |   |   |   |   |   |    |    | 六 |
|   |   |   |   |   |   |   |    |    | 七 |
|   |   |   |   |   |   |   |    |    | 八 |
|   |   |   |   |   |   |   |    |    | 九 |

安南
自分の駒が縦に並んでいる場合、前の駒は後ろの駒の動きになる。
安北
自分の駒が縦に並んでいる場合、後ろの駒は前の駒の動きになる。
対面
自分の駒の前に相手の駒がいる場合、駒の動きが入れ替わる。
背面
自分の駒の後ろに相手の駒がいる場合、駒の動きが入れ替わる。
点鏡
中心に対して対称の位置に駒がいる場合、その駒の動きが入れ替わる。
天竺
玉が王手をかけた駒の動きになる。
ネコネコ
（先後問わず）駒が縦に並んでいる場合駒の動きが入れ替わる。
これらのルールにおいては以下のルールがある。
- 行き所のない駒でも、他の駒によって動ける駒に変化できるなら指すことができる。例えば安南詰や背面詰で最上段に歩兵や香車を打ってもいい。
- 逆に、本来動ける駒が動きの変化によって動けなくなってもよい。例として対面詰で八段目の玉の前に桂馬を置いて詰ますことができる（桂馬の動きになった玉は動けず、玉の動きになった桂馬は玉を取ることができる）。
- 王手に対して、「王手をかけた駒の動きを変化させて王手を解消」してもよい。
  - 「合駒以外の駒打ち禁止」として明示的に禁止されることもある。
- すでに歩が存在する筋に他の歩を動かすことは二歩になるのでできない。

右の図2は上に書いた「駒の動きを変化させて王手を解消」の例である。通常の詰将棋であればこれは▲12銀打でも▲22銀打でも詰みである。対面詰で▲22銀打には△21桂、背面詰で▲12銀打には△13桂として銀の動きを変えることができるのでそれぞれ答えは1通りになる。

### 動きの制約
強欲
（王手や王手の解消のために）駒を取る手があるときにはその手を選ばないといけない。
禁欲
（王手や王手の解消のために）駒を取らない手があるときにはその手を選ばないといけない。

### その他
キルケ
駒を取ると取られた駒は初期位置に移動する。移動できないときは持ち駒になる。
アンチキルケ
駒を取ると取った駒は初期位置に戻る。戻れない場合はその位置にとどまる。
ボカスカ
駒が動くとき、同じ陣営にいる同じ駒は同時に同じ方向に動く。名前はゲーム「ボコスカウォーズ」に由来する。

### 特殊駒

#### フェアリー駒
フェアリー駒は通常の将棋では使用されない駒である。既存の将棋類の駒と、独自に作られた駒がある。
- 既存の駒
  - チェス：ナイト（騎）やクイーン（女）が多いが、「成ることができない飛角」としてルークやビショップが使われることもある。
  - シャンチー：砲は他の将棋類であまり見慣れない動きなので採用されることがある。
  - 中将棋など：
- 独自の駒
  - リーパー：ナイトの動きを変えたもの。キャメル(1,3)・アルフィル(2,2)・ジラーフ(1,4)など固有の名がついているものが多いが、「(x,y)リーパー」と移動量で呼ばれることもある。
  - 複数の駒の組み合わせ：クイーンとナイトの動きができるアマゾン、ルークとナイトの動きができるエンプレス、ビショップとナイトの動きができるプリンセスなどがある。
  - グラスホッパーなど：直線上の他の駒を飛び越えるもの。シャンチーの砲もこのカテゴリに含まれる。
    - 派生として、一直線に他の駒があるところまで進んだのち特定の方向へ動く駒もある。

  - ナイトライダー：ナイトの動きを同一方向に連続して動かすことができる駒。

などがある。

#### 特殊な駒
石・岩
動かすこともとることもできない単なる障害物。桂馬などが飛び越えることはできる。
イミテーター
駒を動かすと、同じ動きをする駒。同じ動きができない場合はその手を指すことができない。
中立駒
先手後手ともに動かすことができる駒。
透明駒
盤面または持駒にあるが図面に出ていない駒。
不滅駒
取ることができない駒。

## 歴史
上記のいずれかに当てはまる古い詰将棋として、1707年に発表された小原大介の「古風作物」があげられる。この問題は、フェアリー駒に当たる中将棋の酔象を使用している。
変則将棋としてルールが存在した安南詰は1950年代、チェスに起源があるばか詰は1960年代には発表されている 。
フェアリー詰将棋の作家でもある神無七郎は1970年をフェアリー詰将棋の元年としている。
この年に加藤徹による163手のばか詰が発表され、翌71年には『詰将棋パラダイス』誌で「ばか詰教室」の連載が始まっている。